# Семь радостей Марии
«Семь радостей Марии» (1480) — картина Ханса Мемлинга, крупнейшего фламандского живописца второй половины XV века. В настоящий момент хранится в собрании Старой пинакотеки в Мюнхене, Германия.

## История полотна
Это полотно было написано по заказу Петера Бейтлинка и его жены для алтаря в церкви Богоматери (Фрауенкирхе) в Брюгге. Около 1780 года полотно было подарено австрийскому губернатору Брабанта, позднее семье Боарне, потом мистеру Бирону в Лакене, 1813 попало в коллекцию Боссери. Куплено Людвигом I.

## Описание
Перед художником была поставлена серьёзная задача — в пределах одной огромной доски изобразить восемнадцать разных эпизодов из жизни Марии и Христа. Мемлинг заполняет всю плоскость изображения видом гористой местности, взятой как бы с птичьего полёта.
Перед зрителем открывается пересечённый ландшафт, состоящий из холмов, хижин и домов с куполами и башнями, позади которых раскинулось море и белеющие, словно головки сахара, горы. Странным образом, в ландшафте присутствует мало зелени, но больше бежевых и коричневых тонов, нанесенных, однако, столь мягко, что бесчисленные маленькие фигурки, облаченные в яркие красно-синие одеяния, хорошо заметны на этом фоне.
Это волхвы пришедшие с востока для поклонения — самая большая сцена в центре картины. До этого изображена встреча волхвов с Иродом, который от своего дворца указывает путь через ущелье им и их свите. Также изображен их обратный путь и сцена избиения младенцев.
В действительности, не семь, а двадцать христианских религиозных сцен вплетены в ландшафт полотна: Благовещение, Рождество, Благовещение пастухам, звезда, явившаяся волхвам, посещение волхвами Ирода, дорога туда и обратно, поклонение волхвов, избиение младенцев, бегство Святого Семейства в Египет, искушение Христа, Воскресение, Не прикасайся ко Мне, Христос в Эммаусе, Пётр на море, явление Христа Марии, Вознесение, Троица, Успение и Вознесение Девы Марии. Стоит отметить, что в английской литературе эта картина имеет название Advent and Triumph of Christ — «Пришествие и Триумф Христа».
Сцены тематически и хроникально непоследовательны, но, с художественной точки зрения, решение очень гармоничное и изящное.

## Примерный ученикВейдена
Мемлинг написал это полотно, согласно надписи на старой раме, в 1480 году. Он был примерным учеником Рогира ван дер Вейдена, что явно подчеркивают цвета и композиция картины. Однако у него в картине не чувствуется той строгости и религиозной силы, которая была столь присуща работам его учителя. Талант Ханса Мемлинга заключался в образном жизнелюбивом повествовании, которое, однако, не способно вызывать сильные чувства, волновать. В мягкости и изящности полотна хорошо просматриваются его рейнские корни, хотя он и является представителем нидерландского стиля живописи.